# Estelle Lazer
Estelle Lazer ist eine australische Klassische und forensische Archäologin sowie Anthropologin. Ihr Forschungsschwerpunkt liegt bei der Erforschung der menschlichen Überreste in Pompeji.

## Leben und Leistungen
Estelle Lazer studierte Archäologie an der University of Sydney. Schon früh entwickelte sie ein Interesse an forensischer Archäologie und besuchte dazu aus eigenem Antrieb Obduktionen, um für ihre archäologischen Forschungen mehr über den menschlichen Körper zu lernen. An ihrer ersten Ausgrabung, einer Rettungsgrabung an einem Fundplatz aus der Bronzezeit, nahm sie in Bahrain teil. Ab 1986 nahm sie zunächst an sieben Grabungssaisonen in Pompeji teil, daraus entwickelte sich ihre Dissertation. Lazar war die erste, die darin systematisch die menschlichen Knochen untersuchte, bis dahin gab es nur ein paar wenige Einzelstudien zu diesem Thema. Mit ihrer Arbeit konnte sie zeigen, dass die bisherige Annahme, dass sich vor allem gesunde Männer noch aus der sterbenden Stadt retten konnten, wohingegen schwächere Bevölkerungsgruppen, wie ältere und jüngere Menschen sowie Frauen vor allem ein Opfer des Ausbruchs des Vesuves im Jahr 79 wurden, nicht zutraf. Nach Lazers Untersuchungen legten die erhaltenen Funde nahe, dass die Opfer einen zu erwartenden Bevölkerungsschnitt einer römischen Stadt dieser Zeit repräsentierten. Auch nach der Erlangung ihres Ph.D. blieb dies ihr Hauptinteresse. Obwohl sie auch an Ausgrabungen im Nahen Osten, Italien, dem Vereinigten Königreich, auf Zypern, Australien und sogar der Antarktis, wo sie bei vier Grabungskampagnen bei den Mawson’s Huts teilnahm, beteiligt war, blieb Pompeji ihr Forschungsmittelpunkt.
In Pompeji entwickelte Lazer die von Giuseppe Fiorelli entwickelte Form der Füllung von durch menschliche Körper nach deren Verfall hinterlassenen Hohlräumen, um diese zu sichern, weiter. Anders als Fiorelli setzt sie hier nicht auf Gips, da dieser die Knochensubstanz angreift, sondern auf Harz. Im Zuge einer Ausstellung im Australian Museum 1994 konnte Lazar mit Hilfe eines Teams medizinischer Spezialisten den Gipsabdruck der „Dame von Oplontis“ untersuchen und nicht nur Details wie ein goldenes Armband und das Umklammern einer Geldbörse wurden festgestellt, auch die Größe, der Gesundheitszustand und die Todesart konnte rekonstruiert werden. Durch ihre Forschungen konnte Lazer mittlerweile drei Haupt-Todesursachen der Opfer in Pompeji zusammen stellen: Ersticken, Hitzetod und Tod durch Gewalteinwirkung, etwa von herab fallendem Gestein. Gemeinsam mit Kathryn Welch leitet sie seit 2013 das an der University of Sydney angesiedelte und 2015 erstmals durchgeführte internationale Pompeii Cast Project. Begleitet von einem Fernsehteam von Lion Television und der BBC konnten auch Abgüsse auf dem Gelände Pompejis untersucht werden, die bislang nicht untersucht werden konnten, da sie für herkömmliche CT- und Röntgengeräte zu sperrig waren.
Lazer ist Honorardozentin am Department of Classics and Ancient History der University of Sydney sowie der University of New South Wales. Darüber hinaus ist sie unabhängige Archäologin, die bei keiner staatlichen Institution angestellt ist. Lazer verdient ihren Lebensunterhalt als wissenschaftliche Reiseleiterin zu archäologischen Stätten vorrangig in Italien, insbesondere in der Bucht von Neapel, auf Korsika und Sardinien. Als Rednerin war sie schon bei verschiedenen Institutionen eingeladen, darunter der Australian National University, dem National Museum of Singapore, der Oxford University, dem British Museum, der Universität Lund, der Universität Stockholm und der Universität Trondheim. Darüber hinaus war sie mehrfach als Expertin in den Medien zu sehen und zu hören, darunter in der Dokumentation Pompeii: Secrets of the Dead von National Geographic und Mary Beards Pompeii: New Secrets Revealed von der BBC.

## Publikationen (Auswahl)
- Resurrecting Pompeii. Routledge, London / New York 2006, ISBN 978-0-415-66633-6.